# Кичереа (Бакау)
Кичереа (рум. Chicerea) насеље је у Румунији у округу Бакау у општини Мотошени. Oпштина се налази на надморској висини од 280 m.

## Становништво
Према подацима из 2002. године у насељу је живело 196 становника, од којих су сви румунске националности.